# GRB 060614
GRB 060614は、2006年6月14日スウィフトによって発見されたガンマ線バーストである。このガンマ線バーストは発見当時の理論では説明できない現象であった。
従来、ガンマ線バーストはその持続時間によって「長いガンマ線バースト」と「短いガンマ線バースト」に分類され、前者は恒星が誕生する密集領域で見られるものであり、超新星が伴うものと考えられていた。ところが、GRB 060614はバーストが102秒と持続時間を見ると典型的な「長いガンマ線バースト」であったにもかかわらず、超新星は見当たらなかった。
2011年には、この現象はホワイトホールが生じて102秒間見えたのではないかという仮説が提唱された。
2006年12月時点で、ハッブル宇宙望遠鏡を含む12以上の天文台がこのガンマ線バーストについて調査している。